# 吴显国
吴显国（1956年8月—），男，河北三河人，中华人民共和国政治人物。廊坊师范专科学校物理系毕业，新加坡南洋理工大学商学院管理经济学专业在职研究生。中国共产党第十七届中央委员会候补委员。

## 生平
1956年8月，出生于河北省三河市。1975年2月，河北省三河县新集中学担任教师。1978年3月，进入廊坊师范专科学校物理系学习。1980年3月加入中国共产党。1981年3月，河北省廊坊市第一中学担任教师、团委书记。1983年8月，担任共青团廊坊地委、共青团廊坊市委书记。
1989年7月，担任河北省大厂回族自治县县委副书记。1991年9月到1992年1月之间，在河北省委党校中青年干部培训班学习。1992年9月，担任大厂回族自治县县委书记。
1994年11月，担任河北省廊坊市委常委、副市长。1995年11月到1996年11月之间，到新加坡南洋理工大学商学院管理经济学专业学习。1997年12月，担任廊坊市委常委、常务副市长。2001年7月，担任廊坊市委副书记、政法委书记。2001年12月，担任廊坊市委副书记、副市长、代市长。2002年2月，担任廊坊市委副书记、市长。2003年12月，担任廊坊市委书记。
2005年3月，担任石家庄市委副书记。2005年4月，担任石家庄市委副书记、副市长、代市长。2006年9月，担任石家庄市委副书记、市长。2006年11月，担任河北省委常委、石家庄市委书记、市长。2008年9月22日，因为三鹿毒奶粉事件被免职。
2013年1月17日，据《河北日报》公开报道已经复出。任河北省委省政府农村工作领导小组副组长。2015年5月河北省政府党组成员。